# Kostel svaté Anny (Olešná)
Kostel (kaple) svaté Anny v Olešné na Tachovsku je dílem pražského architekta Antonína Barvitia. Nachází se v dezolátním stavu a hrozí mu zřícení, nicméně od roku 2010 je chráněn jako kulturní památka České republiky. Kostel je ve vlastnictví soukromého majitele.

## Historie
Jednolodní novorománská stavba vznikla na náklady knížete Lövensteina na místě kaple zaniklého zámku v letech 1884–1886. Architekt Antonín Barvitius, který je mimo jiné autorem kostela svatého Václava na Smíchově, pro ni restauroval oltáře z původní kaple. Dnes jsou však zničené.
Poslední mše se v kostele konala 28. července 1946. V roce 2008 jej zastupitelstvo městyse Stráž odmítlo převzít do svého majetku. Získal jej tak soukromý majitel.
V roce 2022 byl před kostelem na schodišti instalován poesiomat.